# USS Barry (DDG-52)
El USS Barry (DDG-52) es un destructor de la clase Arleigh Burke equipado con misiles guiados, asignado a la Armada de los Estados Unidos en 1992. Su nombre es Barry, en honor al llamado «padre de la Armada estadounidense», John Barry (1745-1803). El USS Barry fue construido en los astilleros Ingalls de Pascagoula, en el estado de Misisipi. Posee varias mejoras respecto al resto de los barcos de su clase. Esto incluye la capacidad de abastecimiento de combustible mediante helicópteros y varias menores.
El USS Barry ha recibido numerosas menciones honoríficas por diversas acciones, entre ellas, ganar la Copa Battenberg en tres ocasiones, algo que ningún otro barco ha logrado.

## Cronología histórica

### 1994 - 1995
En enero de 1994, el Barry completó su primera evaluación de sistemas de combate y misiles tácticos de crucero, en la cual logró la más alta puntuación de la Flota del Atlántico hasta la fecha[cita requerida]. En abril concluyó sus preparativos para su primer despliegue de combate en el extranjero, y partió hacia el Mediterráneo junto a otros buques como el portaaviones George Washington. Fue en este ejercicio cuando probó y validó sus sistemas de sigilo.
El 20 de mayo de 1994, el Barry partió de Norfolk, Virginia, en su primer despliegue en el Mediterráneo. El buque participó en las conmemoraciones junto al USS George Washington del 50 aniversario del desembarco de Normandía. Por esas mismas fechas también participó en la zona de exclusión aérea sobre Bosnia Herzegovina.
El 7 de octubre de 1994, recibió órdenes de proteger el Golfo Pérsico en respuesta a la concentración de tropas iraquíes en la frontera con Kuwait. Por sus acciones en la Guerra del Golfo, el buque recibió la Medalla del Servicio en el Suroeste Asiático, la Medalla por su Servicio en las Fuerzas Armadas y la Medalla de la OTAN.
En enero de 1995, el USS Barry fue sometido a SRA de tres meses en Moon Engineering en la localidad de Portsmouth, Virginia, que incluía las modificaciones necesarias para el programa Women At Sea (WAS).

### 2003 - 2015

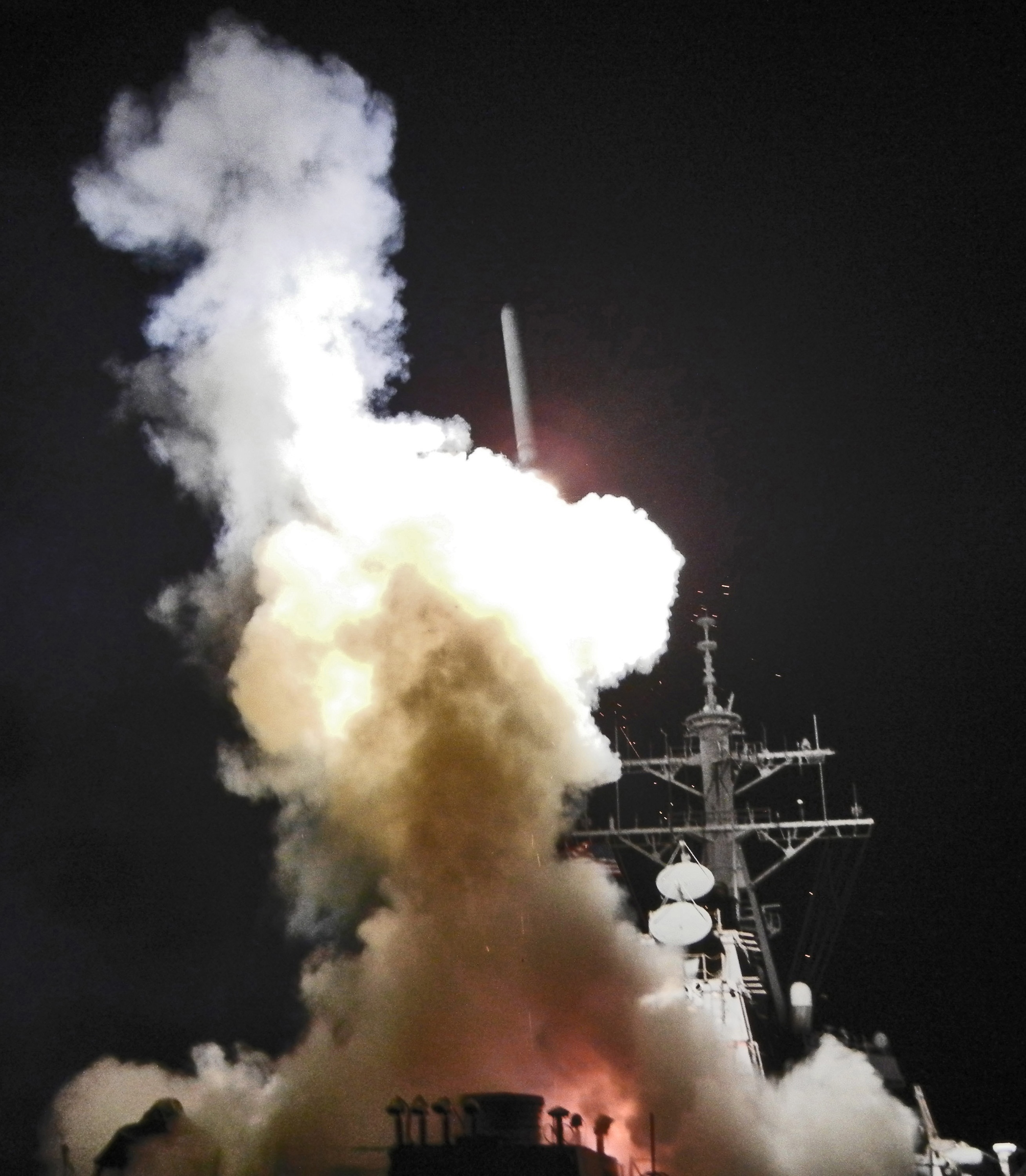
Lanzamiento de un misil Tomahawk desde el USS Barry en dirección a Libia (Operación Amanecer de la Odisea)

En marzo de 2003 fue asignado al 26º Escuadrón de Destructores. En 2004 el Barry participó en la reunión anual Fleet Week en Nueva York. En 2006 el Barry se unió con el USS Gonzalez (DDG-66) para dar cobertura a un crucero fletado por el gobierno de Estados Unidos para evacuar a los ciudadanos estadounidenses durante el conflicto entre Israel y el Líbano.
El 1 de marzo de 2011 el Barry fue enviado al mar Mediterráneo en el marco de la Intervención en Libia. El 19 de marzo la Armada informó que el Barry había disparado 55 misiles Tomahawk para destruir el sistema de defensa aéreo libio en apoyo a la resolución 1973 del Consejo de Seguridad de las Naciones Unidas. El 28 de marzo el barco, asistido por aviones de la marina estadounidense atacó tres barcos libios que disparaban contra buques mercantes.
A finales de agosto de 2013 se le ordenó, junto a sus buques hermanos, los destructores USS Gravely (DDG-107), USS Mahan (DDG-72) y USS Ramage (DDG-61), dirigirse al mar Mediterráneo para patrullar su zona oriental en respuesta a la posible y al parecer inminente intervención estadounidense en la Guerra Civil Siria, la cual finalmente no se produjo.
El 24 de abril de 2014, el comandante Patrick Foster asumió el mando de la nave.
En 2015 el comandante Foster fue relevado de sus funciones debido a «la pérdida de confianza en su capacidad de mando» después de una investigación que pareció revelar una serie de decisiones de Foster propias de una falta de juicio, al no cumplir los más altos estándares personales y profesionales y desarrollar una mala gestión. El Command Master Chief Torrence Kelly también fue relevado por su rendimiento deficiente. En 2016, en el marco de la mitad de su vida útil, la nave completó su proceso de modernización al ser equipado con nuevos sistemas, como la última versión del sistema Aegis.
Entre el 10 y el 24 de abril de 2020, el Barry navegó por el estrecho de Taiwán en plena escalada de tensión entre China y Taiwán en la zona.